# شریل هاوورث
شریل هاوورث (انگلیسی: Cheryl Haworth؛ زادهٔ ۱۹ آوریل ۱۹۸۳) وزنه‌بردار زن اهل ایالات متحده آمریکا است.
وی در مسابقات کشوری و بین‌المللی در مجموع برندهٔ ۱ مدال طلا، ۲ مدال برنز شده‌است.